# Jag var borta ifrån Herren
Jag var borta ifrån Herren är en psalm med text och musik av okänd upphovsman.

## Publicerad i
- Segertoner 1988 som nr 531 under rubriken "Att leva av tro - Skuld - förlåtelse - rening".[1]